# جوليوس أغاهووا

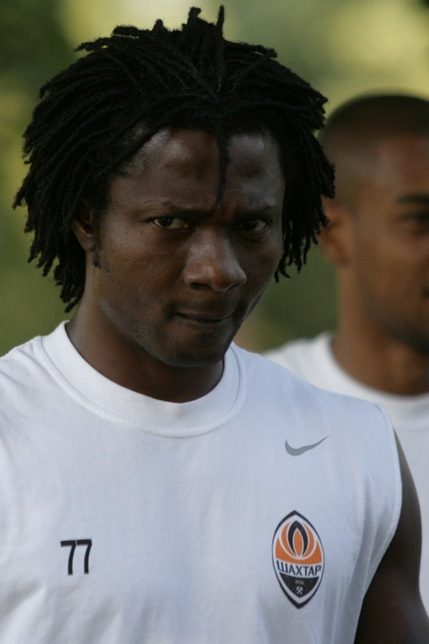
جوليوس أغاهوا

جوليوس أغاهووا (بالإنجليزية: Julius Aghahowa)‏، من مواليد 12 فبراير 1982 في مدينة بنين في نيجيريا، لاعب كرة قدم نيجيري.
بدأ مسيرته الكروية مع نادي بندل إنشورانس في عام 1997، ولعب معهم حتى عام 1999، وفي موسم 1999/2000 انتقل إلى نادي الترجي الرياضي التونسي، وفي عام 2000 انتقل إلى نادي شاختار دونتسك الأوكراني، ولعب معهم حتى عام 2007، وشارك معهم في 81 مباراة وسجل 30 هدف، وفي عام 2007 انتقل إلى نادي ويغان أثلتك الإنجليزي.
وفي 2009 انتقل إلى نادى كايسرى سبور التركي
و قد بدأ باللعب مع منتخب نيجيريا لكرة القدم في عام 1999.

## روابط خارجية
- جوليوس أغاهووا على موقع الاتحاد الدولي (مؤرشف)  (الإنجليزية)
- جوليوس أغاهووا على موقع الاتحاد الأوربي (الإنجليزية)
- جوليوس أغاهووا على موقع اتحاد تركيا (لاعب) (الإنجليزية)
- جوليوس أغاهووا على موقع اتحاد أوكرانيا (الإنجليزية)
- جوليوس أغاهووا على موقع قاعدة بيانات كرة القدم.إي يو (الإنجليزية)
- جوليوس أغاهووا على موقع ناشيونال فوتبول تيمز (الإنجليزية)
- جوليوس أغاهووا على موقع Soccerbase.com (لاعب) (الإنجليزية)
- جوليوس أغاهووا على موقع Soccerway.com (الإنجليزية)
- جوليوس أغاهووا على موقع عالم كرة القدم.نت (الإنجليزية)
- جوليوس أغاهووا على موقع كووورة